# Національний науковий центр хірургії та трансплантології імені О. О. Шалімова
Національний науковий центр хірургії та трансплантології імені О. О. Шалімова НАМН України — державна науково-дослідна установа з проблем хірургії й трансплантології. Центр розташований у Києві за адресою: вулиця Академіка Шалімова, 30.

## Історія
Історія центру починається у 1972 році, коли було створено Інститут експериментальної й клінічної хірургії МОЗ УРСР. Спочатку це була одна кімната, на першому поверсі в хірургічному корпусі лікарні «Медмістечко». Після будівництва нових окремих корпусів приміщення Інституту були переміщені туди. Надалі, у 1993 році, інститут був включений до наукових установ Академії медичних наук України.
В 2000 році за рішенням Президії АМНУ реорганізований в Інститут хірургії та трансплантології зі створенням відділень трансплантації серця і кардіохірургії, трансплантації і хірургії печінки і трансплантації нирки. В грудні 2006 року, постановою Кабінету Міністрів України Інституту було присвоєно ім'я О. О. Шалімова, а в липні 2007 року, указом Президента України, — надано статус національного.
Керівниками Інституту у різні часи були член-кореспондент НАМН України В. Ф. Саєнко, професори Ю. В. Поляченко, З. М. Митник. З 2015 року Інститут очолює д.мед.н., професор, академік НАМН України О. Ю. Усенко.
У 2023 році Інститут хірургії та трансплантології реорганізований шляхом злиття з Інститутом нефрології. Таким чином була утворена нова державна установа «Національний науковий центр хірургії та трансплантології імені О. О. Шалімова НАМН України».

## Структура
Структура Центру містить адміністрацію та апарат управління, науковий підрозділ, клініку на 460 ліжок, консультативну поліклініку, інженерний та господарський сектори. У складі Центру 16 клінічних відділень, 8 діагностичних відділень та 18 наукових відділів.
Високий рівень наукової діяльності в Центрі підтримується 24 докторами наук, 57 кандидатами наук, 4заслуженими діячами науки і техніки України, 28 заслуженими лікарями та іншими спеціалістами, складаючи згуртований колектив з 1082 робітників. Серед працівників закладу 1 академік НАМН України, 2 член-кореспондента НАМН України, 15 професорів та 74 старших наукових співробітників, 20 Лауреатів Державної Премії України в галузі науки і техніки. Високого звання «Заслужений лікар України» удостоєні 28 співробітників Центру.
Понад 650 наукових розробок Центру захищені патентами та впроваджені до практики. Технологія електрозварювання живих м'яких тканин, розроблена разом з науковцями Інституту електрозварювання ім. Є. О. Патона НАН України, не має аналогів у світі. 15 наукових розробок спеціалістів Центру були відзначені Державними преміями України та СРСР. Результати наукових досліджень послужили матеріалами для захисту більще 200 кандидатських та докторських дисертацій, понад 6 тисяч наукових статей, понад 100 монографій.
Центр має 17 операційних залів, які оснащенні сучасним хірургічним інструментарієм та анестезіологічною технікою, що надають змогу виконувати мініінвазивні оперативні втручання.
На базі Національного наукового центру хірургії та трансплантології ім. О. О. Шалімова НАМН України функціонують:
- Проблемна комісія «Хірургія»
- Спеціалізована вчена рада Д 26.561.01 з захисту дисертацій на здобуття наукового ступеня доктора (кандидата) медичних наук зі спеціальностей 14.01.03 — хірургія та 14.01.08 — трансплантології та штучні органи
- Кафедра торако-абдомінальної хірургії Державної медичної академії післядипломної освіти ім. П. Л. Шупика
- Редакції журналів «Клінічна хірургія», «Трансплантологія»
- Асоціація хірургів України
- Асоціація судинних хірургів України
- Асоціація ендоваскулярної хірургії та інтервенційної радіології України
- Асоціація баріатрічної хірургії України.[3]

## Основні напрямки наукових досліджень
Щороку в клініці Центру виконується понад 8 тисяч складних реконструктивних та високотехнологічних хірургічних втручань, більшість з яких IV—V категорії складності, результати яких відповідають рівню кращих медичних центрів світу, в поліклініці надається високоспеціалізована консультативно-діагностична допомога майже 25 тисячам громадян України. Крім того, спеціалістами Центру здійснюється близько 300 оперативних втручань в інших лікувальних установах України.
Тут уперше в Україні було виконано:
- трансплантацію печінки від живого родинного донора (2001 р.),
- трансплантацію серця (2001 р.).
- трансплантацію кісті (2004 р.),
- одночасну трансплантацію підшлункової залози та нирки від живого родинного донора (виконана вперше серед країн СНД у 2005 р.),
- трансплантацію легень від двох живих родинних донорів (2016 р.).

Центр працює у таких наукових напрямках:
1. Вдосконалення методів діагностики та розробка нових технологій надання хірургічної допомоги є ключовим напрямком  діяльності. Зокрема, фокус приділяється патології органів травлення (стравоходу, шлунку, кишка, печінки, жовчних шляхів, підшлункової залози), серцево-судинної системи та органів грудної клітки.
2. Організація також вивчає особливості функціонування трансплантованих органів, таких як нирка, печінка, серце, легені та підшлункова залоза, з метою розробки ефективних технологій трансплантації та вивчення патогенезу реакцій відторгнення.
3. Дослідження включає аутотрансплантати складних комплексів тканин, з метою підвищення частоти приживання та ефективної функціональної адаптації. Крім того, організація займається розробкою нових методик міні-інвазивних оперативних втручань та впровадженням їх у практику охорони здоров'я.
4. Спеціальний акцент робиться на розробці альтернативних (безшовних) методів з'єднання біологічних тканин, апаратів та пристроїв. Організація також проводить дослідження патогенезу та розробляє ефективні технології профілактики та лікування післяопераційних ускладнень, таких як гнійно-септичні, тромбоемболічні та інші.
5. Розробка хірургічного інструментарію та хірургічних матеріалів.
6. Дослідження патогенезу післяопераційних ускладнень (гнійно-септичних, тромбоемболічних та ін.), розробка ефективних технологій їх профілактики та лікування.